# Jean-Paul Agon
Jean-Paul Agon ele é um empresário francês. é o presidente e ex-CEO da empresa internacional de cosméticos L'Oréal. Devido ao limite de idade da empresa de 65 anos, foi substituído como CEO por Nicolas Hieronimus em 1º de maio de 2021, permanecendo como presidente do conselho de administração. Graduou-se na HEC Paris em 1978. Em 7 de abril de 2022, foi nomeado presidente do conselho de administração da escola, substituindo Jean-Paul Vermès.